# Sanctuaire Notre-Dame-d'Espérance de Madras
Le sanctuaire Notre-Dame-d’Espérance de Madras est un édifice religieux catholique situé au sommet du mont Saint-Thomas au sud-ouest de Madras ou Chennai, dans l'État du Tamil Nadu, en Inde. Construite par les Portugais au XVIe siècle et de dimension modeste, l'église a une grande importance car elle a été édifiée là où l'apôtre saint Thomas aurait subi le martyre. Aussi l'Église catholique lui a donné le statut de sanctuaire national. Le sanctuaire est rattaché à l'archidiocèse de Madras-Mylapore.

## Historique
Une première chapelle Notre-Dame-d’Espérance (Nossa Senhora da Expetaçao) est construite par les Portugais en 1523, qui installent là une mission. Il est décidé de construire une église plus grande en 1547. Lors du creusement des fondations du nouvel édifice, démarré le 23 mars, les Portugais retrouvent une croix taillée dans la pierre noire, qui aurait été utilisée par saint Thomas pour ses prières. La pierre avec la croix de forme caractéristique de la croix de Saint-Thomas se trouve aujourd'hui sur l'autel principal et est objet de grande dévotion populaire. Elle aurait saigné à plusieurs reprises.
Située au sommet d'un petit mont visible de loin et entourée d'une esplanade qui permette de recevoir de larges groupes, l'église est devenue centre très fréquenté de pèlerinages chrétiens. L'escalier qui grimpe de la base au sommet du mont Saint-Thomas et à son église est bordé de monumentales stations du chemin de la croix. Lors de sa visite pastorale en Inde le pape Jean-Paul II a visité le sanctuaire le 5 février 1986. Le 8 janvier 2010 ou 2011, la Conférence des évêques catholiques d'Inde donne à l'église le statut de sanctuaire national.